# S-Curve Records
S-Curve Records é uma gravadora fundada em 2000 pelo ex-executivo da Mercury Records Steve Greenberg. A gravadora é situada em Nova Iorque e estabeleceu um acordo de licenciamento  e distribuição nos Estados Unidos com a EMI Records. Em 2005, Greenberg colocou a gravadora em hiato e tornou-se presidente da Columbia Records, mas, em 2007, ela foi reiniciada por ele.
Entre os artistas distribuídos pela gravadora, estão Duran Duran, Fountains of Wayne, Baha Men, The Beu Sisters, Sarah Hudson, Tom Jones, We The Kings, Little Jackie, Diane Birch, Care Bears on Fire, Tinted Windows e Joss Stone.